# Демидов, Вингалий Николаевич
Вингалий Николаевич Демидов (18 октября 1937 году — 25 октября 1978) — юный герой, участник Великой Отечественной войны, сын полка в составе 53 танкового полка 1 Украинского фронта.

## Биография
Родился 18 октября 1937 года в селе Погорелово Вологодской области. Вскоре после рождения Вингалия семья переехала на Украину в Житомир.
Во время Великой Отечественной войны находился на оккупированной немцами территории. В 1943 году, когда Советские войска освобождали Житомир, его испуганного шестилетнего мальчишку подобрали танкисты 1-го Украинского фронта. Был зачислен в ряды Красной Армии в возрасте 6 лет и 2 месяцев.
Юный герой стал доставать ценные сведения о расположении вражеских сил. Информацию передавал командирам Красной армии. Юный возраст Вингалия вызывал со стороны немцев доверие и они не подозревали о его настоящей миссии. Вингалию было присвоено звание ефрейтора. Он получил нагрудный гвардейский значок "Танкист-отличник". В возрасте 6 лет 10 месяцев, 28 августа 1944 года, был представлен к награде медалью "За боевые заслуги".
За год до завершения Великой Отечественной войны Вингалий вернулся домой к матери. Ребёнка сопровождал советский офицер, который долго делился с близкими мальчика о подвигах юного разведчика Вингалия Демидова.
После окончания войны мальчику была вручена ещё одна вторая медаль - "За победу над Германией".
В 1945 году Вингалий стал учащимся 1-го класса Советской школы.
Завершив обучение в 10-м классе школы, он успешно сдал экзамены и поступил в Московский энергетический институт. Был секретарем райкома комсомола Пролетарского района города Москвы.
Умер 25 октября 1978 года.

## Награды
- Медаль "За боевые заслуги"
- Медаль «За победу над Германией в Великой Отечественной войне 1941—1945 гг.»
- другие медали.